# Cestopagurus coutieri
Cestopagurus coutieri is een tienpotigensoort uit de familie van de Paguridae. De wetenschappelijke naam van de soort is voor het eerst geldig gepubliceerd in 1897 door Bouvier.